# Louis-Joseph Grandeau d’Abancourt
Louis-Joseph Grandeau d’Abancourt (* 5. Dezember 1761 in Metz; † 30. März 1832 in Paris) war ein französischer General.

## Leben
Louis-Joseph Grandeau d’Abancourt machte die ersten Kriege des revolutionären Frankreich als Adjutant des Generals François-Joseph Lefebvre mit und rückte am 29. August 1803 zum Brigadegeneral vor. Seine gründliche militärische Bildung war in den folgenden Feldzügen öfters förderlich. Er wurde deshalb, weil Kaiser Napoleon Bonaparte solche Verdienste zu würdigen verstand, am 14. Juni 1804 zum Mitglied der Ehrenlegion und am 27. November 1808 zum Baron des Ersten Kaiserreichs ernannt.
Grandeau d’Abancourt machte auch den Russlandfeldzug 1812 mit und zeichnete sich bei Smolensk, wo er eine Schusswunde davontrug, und in anderen Gefechten durch Mut und Umsicht derart aus, dass Napoleon ihn zur Belohnung seiner Dienste am 24. August 1812 zum Divisionsgeneral beförderte. In den nächsten Monaten diente er als Kommandant von Smolensk. Nach dem unglücklichen Ausgang der Expedition ging er nach Stettin zurück, wo er mit einer Garnison von 9000 Mann, die er aus den Trümmern seiner Armee gebildet hatte, 1813 den Feind wiederholt zurückschlug. Im Dezember 1813 geriet er in Kriegsgefangenschaft, aus der er im Juni 1814 nach Frankreich zurückkehren konnte.
Mittlerweile war es in seinem Heimatland zur Restauration der Bourbonen gekommen, und Grandeau d’Abancourt wurde u. a. am 8. Juli 1814 durch die Erhebung zum Ritter des Ordre royal et militaire de Saint-Louis sowie am 23. August 1814 durch die Ernennung zum Großoffizier der Ehrenlegion ausgezeichnet. Er erhielt verschiedene seinen Kenntnissen und Erfahrungen entsprechende Stellen bei der Generalinspektion der Infanterie, die er 1816 und von 1818 bis 1819 versah. Im März 1825 trat er in den Ruhestand. Am 30. März 1832 starb er im Alter von 70 Jahren in Paris.